# Atlético Aviación de Madrid 1946-1947
Questa voce raccoglie le informazioni riguardanti l'Atlético Aviación de Madrid, antico nome del Club Atlético de Madrid, nelle competizioni ufficiali della stagione 1946-1947.

## Stagione
Nella stagione 1946-1947 i colchoneros, allenati da Emilio Vidal, terminarono il campionato al terzo posto, a soli due punti dall'Atlético Bilbao e dal Valencia campione di Spagna. Fu fatale la sconfitta per 3-2 all'ultima giornata nel derbi madrileño, con la doppietta dell'ex Pruden Sánchez. In Coppa del Generalísimo l'Atlético Madrid fu invece eliminato agli ottavi di finale dal Castellón.

## Maglie e sponsor
| Manica sinistra · Manica sinistra · Maglietta · Maglietta · Manica destra · Manica destra · Pantaloncini · Calzettoni |

## Rosa
| N. |                   | Ruolo | Calciatore            |
| -- | ----------------- | ----- | --------------------- |
| -  | Spagna (bandiera) | P     | José Luis Saso        |
| -  | Spagna (bandiera) | P     | Antonio Pérez Balada  |
| -  | Spagna (bandiera) | D     | José Luis Riera       |
| -  | Spagna (bandiera) | D     | Juan José Mencía      |
| -  | Spagna (bandiera) | D     | Emeterio Lecue        |
| -  | Spagna (bandiera) | D     | José Cobo Antoranz    |
| -  | Spagna (bandiera) | D     | Alfonso Aparicio      |
| -  | Spagna (bandiera) | D     | Manuel Santana Farias |
| -  | Spagna (bandiera) | C     | Juan Vázquez Tenreiro |
| -  | Spagna (bandiera) | C     | Alfonso Silva         |

| N. |                   | Ruolo | Calciatore                 |
| -- | ----------------- | ----- | -------------------------- |
| -  | Spagna (bandiera) | C     | Pedro Núñez Abreu          |
| -  | Spagna (bandiera) | C     | Germán Gómez Gómez         |
| -  | Spagna (bandiera) | C     | Julián Cuenca              |
| -  | Spagna (bandiera) | C     | Francisco Arencibia ()     |
| -  | Spagna (bandiera) | A     | Guillermo Ramón Copons     |
| -  | Spagna (bandiera) | A     | Manuel Jorge Sosa          |
| -  | Spagna (bandiera) | A     | Adrián Escudero            |
| -  | Spagna (bandiera) | A     | Francisco Campos Salamanca |
| -  | Spagna (bandiera) | A     | Gabriel Taltavull          |
| -  | Spagna (bandiera) | A     | José Juncosa               |

## Risultati

### Primera División

#### Girone d'andata
| Arbitro: | José María Gojenuri Eguiluz |

|                    |           |                   |
| Arencibia 55’, 64’ | Marcatori | 5’ Méndez 47’ Pío |

| Arbitro: | Rafael Tamarit Falaguera |

|             |           |            |
| Vázquez 20’ | Marcatori | 31’ Campos |

| Arbitro: | Celestino Rodríguez Mato |

|                                       |           |                        |
| Escudero 37’ Campos 47’ Taltavull 79’ | Marcatori | 17’ Pahiño 18’ Retamar |

| Arbitro: | Agustín Vilalta Bars |

|            |           |                       |
| Araujo 16’ | Marcatori | 3’ Campos 86’ Juncosa |

| Arbitro: | Manuel Ocaña Nieto |

|                 |           |                        |
| Campos 42’, 67’ | Marcatori | 46’ Bravo 61’ Sospedra |

| Arbitro: | Fernando Aurre Larrea |

|  |           |                           |
|  | Marcatori | 69’ Taltavull 77’ Juncosa |

| Arbitro: | Agustín Vilalta Bars |

|            |           |  |
| Cabido 49’ | Marcatori |  |

| Arbitro: | Agustín Cruella Tena |

|                                              |           |                       |
| Campos 4’, 11’, 31’ Escudero 35’ Juncosa 46’ | Marcatori | 73’ Antón 81’ Lángara |

| Arbitro: | José Martínez Íñiguez |

|             |           |                |
| Segarra 32’ | Marcatori | 10’, 27’ Ramón |

| Arbitro: | José Martínez Íñiguez |

|                                                  |           |  |
| Escudero 11’ Jorge 18’ Juncosa 55’ Taltavull 89’ | Marcatori |  |

| Arbitro: | Rafael Tamarit Falaguera |

|                                          |           |           |
| G. Jorge 2’, 50’ Hernández 52’ Diego 89’ | Marcatori | 17’ Jorge |

| Arbitro: | Leandro Sabaté Solá |

|                                             |           |                      |
| Cuenca 13’ (rig.) Taltavull 82’ Juncosa 87’ | Marcatori | 5’ Arnau 53’ Asensio |

| Arbitro: | Ramón Azón Roma |

|           |           |                |
| Alsúa 26’ | Marcatori | 68’, 72’ Jorge |

#### Girone di ritorno
| Arbitro: | Fernando Aurre Larrea |

|              |           |                |
| Dindurra 40’ | Marcatori | 15’, 55’ Jorge |

| Arbitro: | Rafael De Corpas Zanguitu |

|            |           |                                   |
| Campos 75’ | Marcatori | 15’ Pallás 35’ Guarch 60’ Vázquez |

| Arbitro: | Celestino Rodríguez Mato |

|  |           |                                     |
|  | Marcatori | 8’, 16’ Campos 36’ Farias 56’ Jorge |

| Arbitro: | Rafael Tamarit Falaguera |

|                  |           |              |
| Campos 7’ (rig.) | Marcatori | 70’ Doménech |

| Arbitro: | José Fombona Fernández |

|                           |           |                        |
| César 49’ Seguer 79’, 80’ | Marcatori | 5’ Escudero 34’ Campos |

| Arbitro: | Celestino Rodríguez Mato |

|                   |           |         |
| Cuenca 58’ (rig.) | Marcatori | 5’ Igoa |

| Arbitro: | José María Rivero Lecuona |

|                                 |           |             |
| Ramón 1’ Farias 58’ Juncosa 77’ | Marcatori | 60’ Latorre |

| Arbitro: | Julián Arqué Martín |

|                                                        |           |  |
| Herrerita 9’ Aparicio 29’ (aut.) Domingo 43’ Antón 75’ | Marcatori |  |

| Arbitro: | Francisco Echave Michelena |

|                       |           |                  |
| Juncosa 80’ Riera 86’ | Marcatori | 37’, 69’ Cervera |

| Arbitro: | Julián Arqué Martín |

|                                          |           |           |
| Gaínza 14’ Panizo 27’ (rig.) Iriondo 74’ | Marcatori | 66’ Jorge |

| Arbitro: | Manuel Asensi Martín |

|                                                                           |           |                                               |
| Escudero 18’, 28’, 42’ Campos 32’ Jorge 37’, 83’ Arencibia 53’ Farias 60’ | Marcatori | 36’ (aut.) Aparicio 62’ Jorge 78’ (aut.) Saso |

| Arbitro: | Francisco Echave Michelena |

|  |           |                |
|  | Marcatori | 37’, 44’ Jorge |

| Arbitro: | José Fombona Fernández |

|                      |           |                            |
| Jorge 3’ Juncosa 19’ | Marcatori | 9’, 85’ Pruden 49’ Molowny |

### Copa del Generalísimo
| Arbitro: | Francisco Munguía Artola |

|                             |           |  |
| Ramón 1’, 51’ Taltavull 69’ | Marcatori |  |

| Arbitro: | José Martínez Íñiguez |

|                                      |           |                      |
| Pina 37’, 42’ Macala 51’ Ernesto 67’ | Marcatori | 16’, 17’, 85’ Juncos |

| Arbitro: | Juan Obiol Pons |

|           |           |             |
| Silva 35’ | Marcatori | 50’ Basilio |

| Arbitro: | Ramón Azón Roma |

|                             |           |  |
| Villar 44’, 45’ Asensio 55’ | Marcatori |  |

## Statistiche

### Statistiche di squadra
| Competizione           | Punti | Totale | Totale | Totale | Totale | Totale | Totale | DR  |
| Competizione           | Punti | G      | V      | N      | P      | Gf     | Gs     | DR  |
| ---------------------- | ----- | ------ | ------ | ------ | ------ | ------ | ------ | --- |
| Primera División       | 32    | 26     | 13     | 6      | 7      | 58     | 44     | +14 |
| Coppa del Generalísimo | -     | 4      | 1      | 1      | 2      | 7      | 8      | -1  |
| Totale                 | 32    | 30     | 14     | 7      | 9      | 64     | 52     | +12 |